# Torre de la Penya
La Torre de la Penya és una torre situada prop del Cap de la Caça a l'Alguer, construïda amb vistes a un penya-segat de més de 200 metres d'alçada, d'origen catalano-aragonès com les properes torres de Tramarill, Bol i Port del Comte. Es troba dins del bosc estatal de Port del Comte-Prigionette i s’hi pot accedir per un camí que s’atura i continua pel camí del penya-segat entre la roca i la vegetació. Gairebé davant de la torre, cap al nord-oest, és visible l'illa Plana, que es desprèn de la resta de la costa (zona A de l'Àrea natural marina protegida Cap de la Caça-Illa Plana).

## Galeria d'imatges

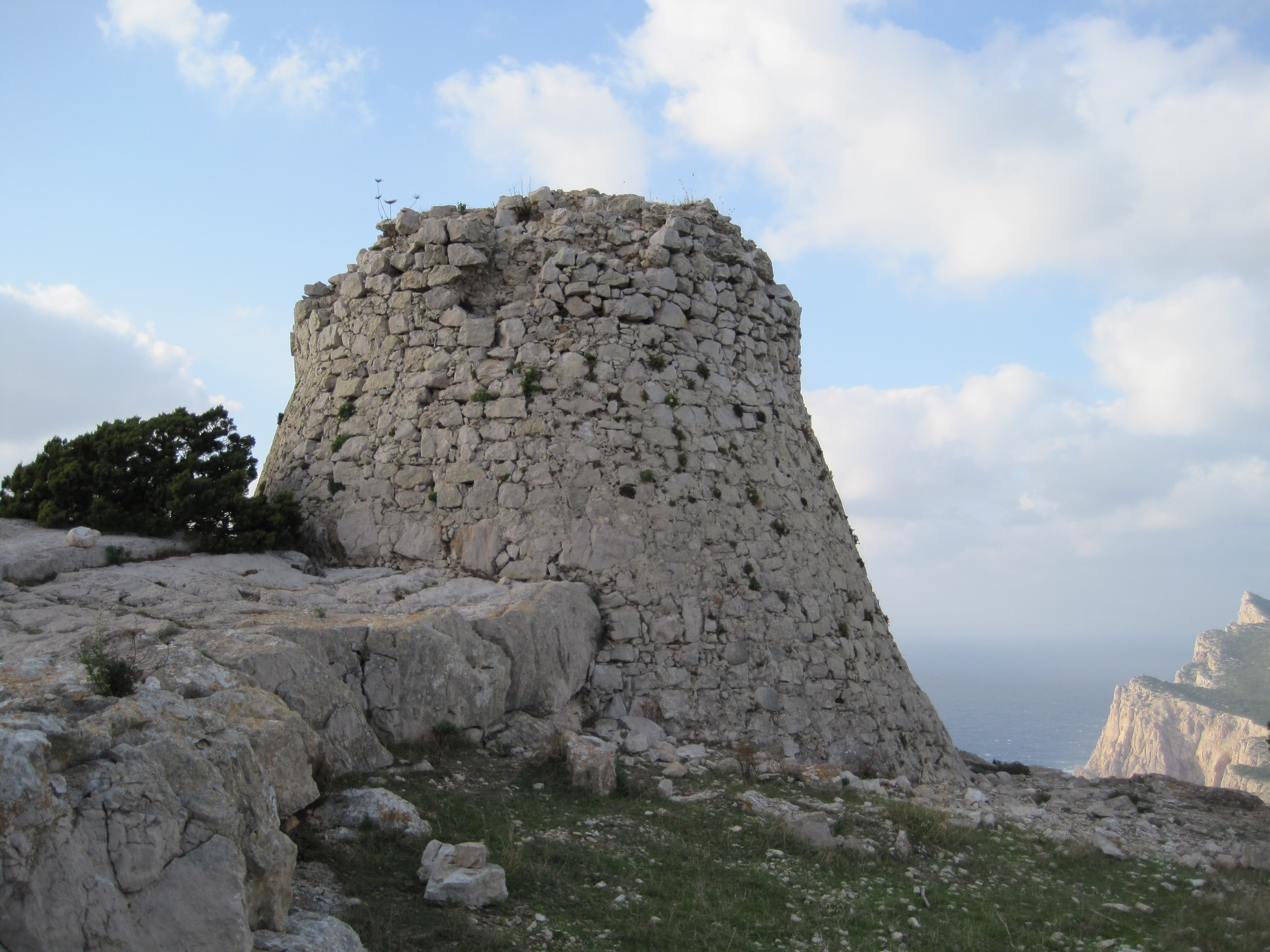
Torre de la Penya
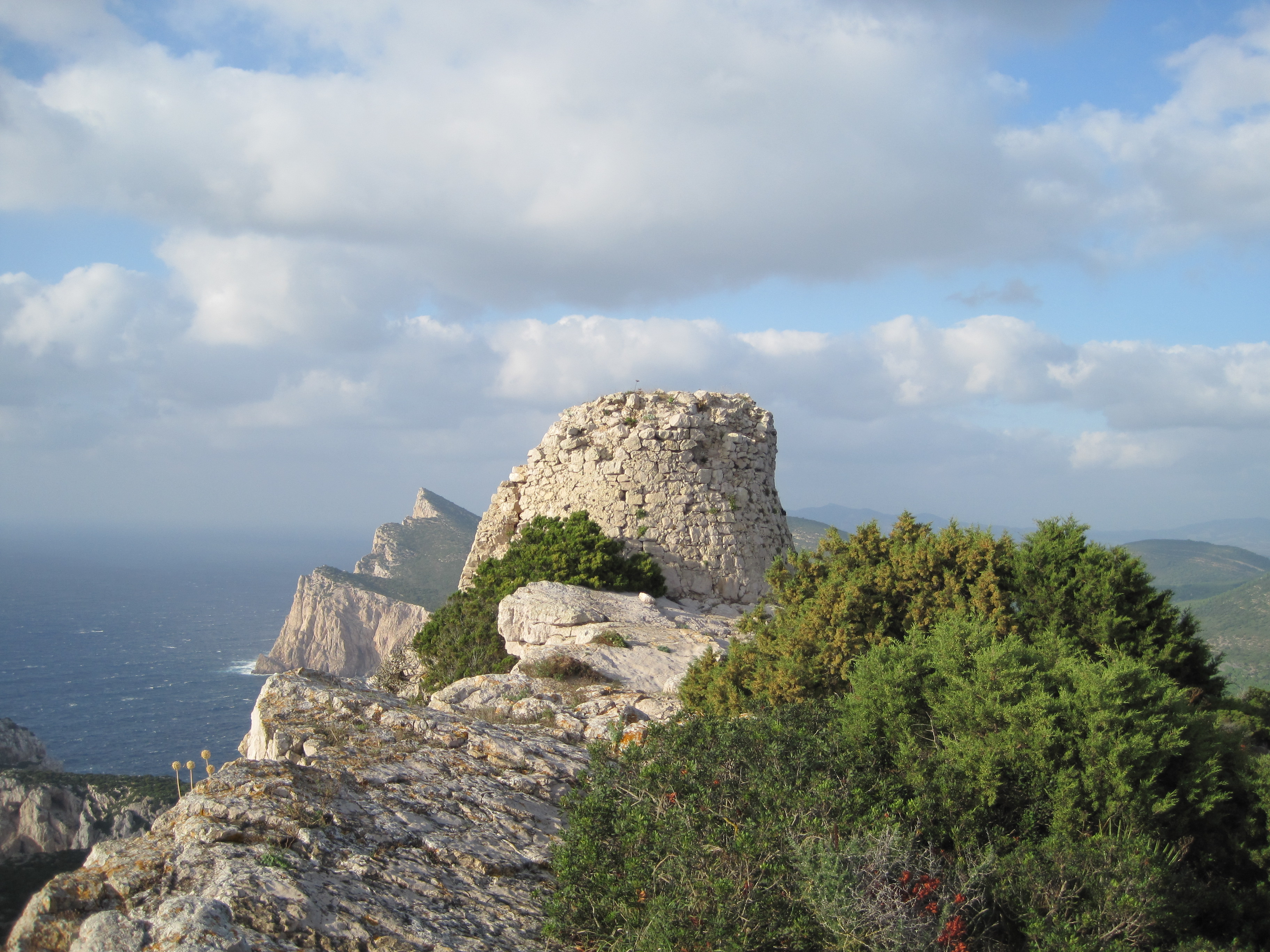
Torre de la Penya
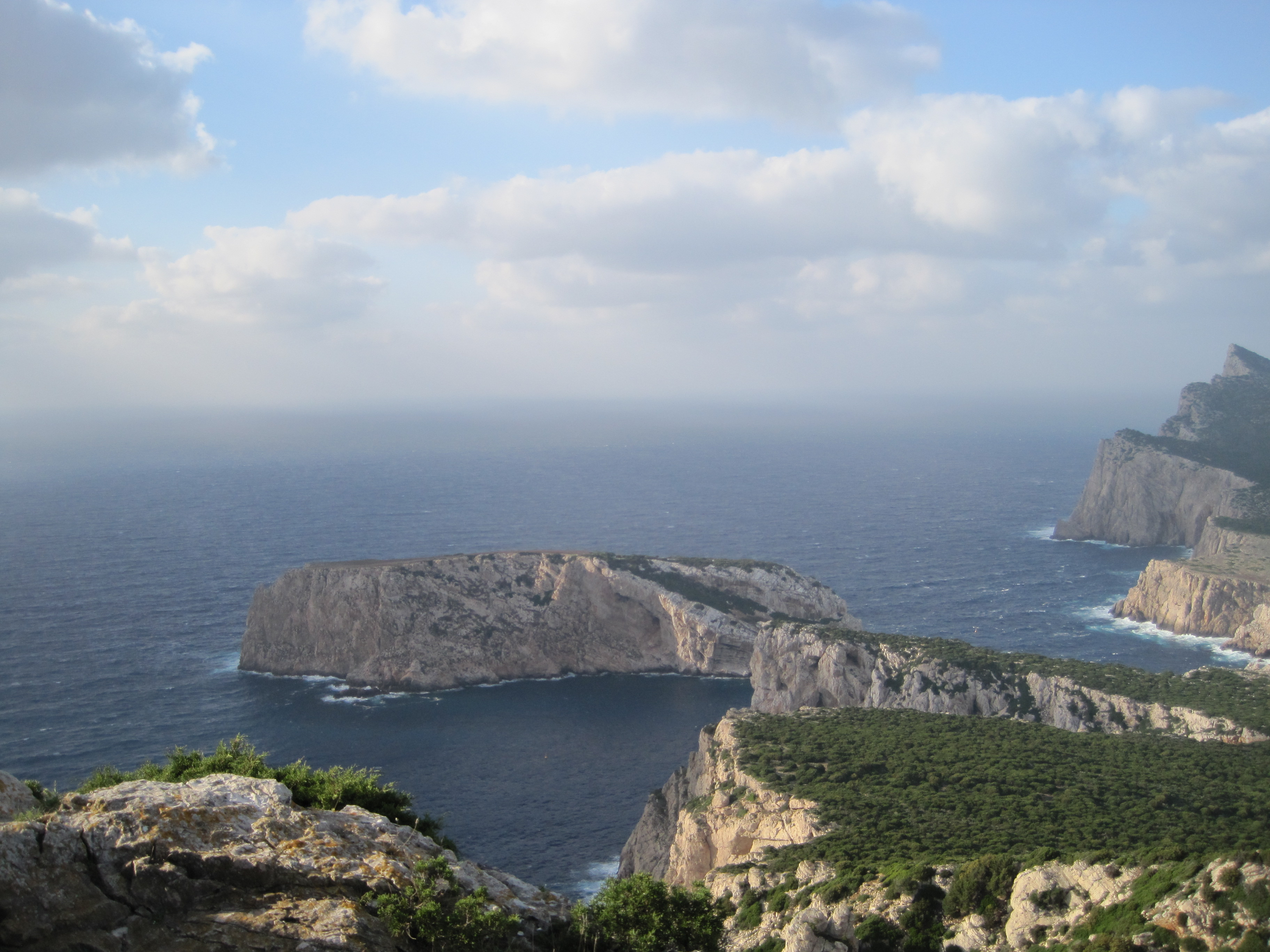
Vista de l'illa Plana
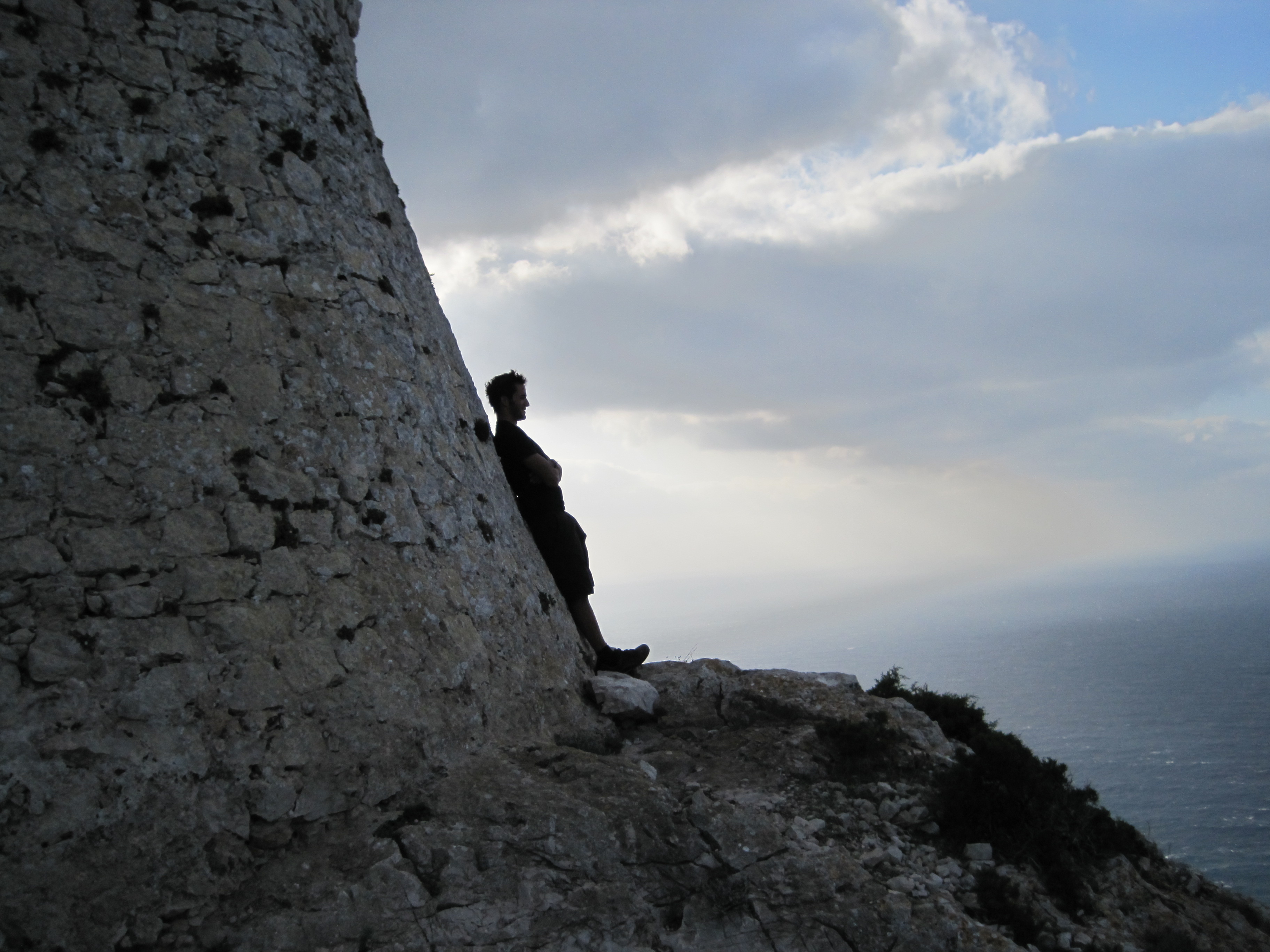
Torre de la Penya